# 李家桥玫瑰圣母堂
李家桥玫瑰圣母堂是天主教上海教区浦南总铎区的一座教堂，位于上海市奉贤区头桥镇朝阳村二组。
2007年，该堂公布为奉贤区登记不可移动文物，名为头桥天主堂。